# Welyka Wys
Der Welyka Wys (ukrainisch Велика Вись, russisch Большая Высь Bolschaja Wys) ist der linke Quellfluss der Synjucha im Einzugsgebiet des Südlichen Bug in der Ukraine.
Die Welyka Wys entspringt 20 km östlich von Nowomyrhorod bei Onykijewe. Sie durchfließt das Dneprhochland in westlicher Richtung. Sie passiert Nowomyrhorod und setzt ihren Kurs entlang der Grenze der Oblaste Kirowohrad und Tscherkassy fort, bevor sie auf den Tikytsch trifft, mit welchem sie gemeinsam die Synjucha bildet.
Die Welyka Wys hat eine Länge von 166 km und entwässert ein Areal von 2860 km².
Der Fluss wird oder wurde (Stand 1978) hauptsächlich von der Schneeschmelze gespeist.